# 乔伊·斯摩伍德
约瑟夫·罗伯特·乔伊·斯摩伍德（英語：Joseph Roberts "Joey" Smallwood，1900年12月24日—1991年12月17日）是纽芬兰的政治家。在他的主导下，纽芬兰自治领于1949年加入加拿大联邦。纽芬兰加入联邦后，乔伊·斯摩伍德当选为第一任纽芬兰首相，任至1972年。

## 早年生活
乔伊·斯摩伍德于1900年12月24日出生于纽芬兰自治领甘博镇，成长于圣约翰斯。1920年，他搬到纽约当报业学徒。在纽约，他为一家名为纽约召唤的社会主义报刊工作。1925年，乔伊·斯摩伍德搬回纽芬兰，很快与克拉拉·奥塔斯结婚。同年在科纳布鲁克创办他自己的第一份报纸。1928年，他为理查德·斯奎尔斯爵士作纽芬兰自治领首相的竞选管理人。1932年，他以自由党人身份在波纳维斯塔竞选，但失败了。在大萧条期间，他曾为多家报纸工作，当主编了两卷名为《纽芬兰之书》的精选集。